# John Coltrane and Johnny Hartman
John Coltrane and Johnny Hartman é um álbum de estúdio dos músicos de jazz John Coltrane and Johnny Hartman. Foi lançado em 1963 pela Impulse! Records.

## Faixas

### Lado um
1. "They Say It's Wonderful" (Irving Berlin) – 5:15
2. "Dedicated to You" (Sammy Cahn, Saul Chaplin, Hy Zaret) – 5:27
3. "My One and Only Love" (Guy Wood, Robert Mellin) – 4:50

### Lado 2
1. "Lush Life" (Billy Strayhorn) – 5:20
2. "You Are Too Beautiful" (Richard Rodgers, Lorenz Hart) – 5:32
3. "Autumn Serenade" (Peter DeRose, Sammy Gallop) – 4:11

Um sétima faixa "Afro Blue" é apresentada, mas não lançada

## Músicos
- John Coltrane - sax soprano e sax tenor;
- McCoy Tyner – piano;
- Johnny Hartman - vocais;
- Jimmy Garrison - baixo;
- Elvin Jones – bateria.